# Resident Evil (computerspel)
Resident Evil (in Japan bekend als Bio Hazard of Biohazard, バイオハザード) is een computerspel van Capcom uit 1996. Het was het eerste spel in de gelijknamige survival horror-reeks. Het spel, ontworpen door de Japanner Shinji Mikami, was gebaseerd op een eerder spel van Capcom in hetzelfde genre, Sweet Home (1989).
In 1998 werd het verhaal van het computerspel uitgegeven in romanvorm onder de titel Resident Evil: The Umbrella Conspiracy. Het was het eerste boek in de Resident Evil-romanreeks van S. D. Perry. De film Resident Evil uit 2002 was losjes gebaseerd op het spel en de opvolger Resident Evil 2 (1998).

## Versies
Het spel werd oorspronkelijk in 1996 uitgebracht voor de PlayStation. Een jaar later kwamen ook versies voor de Sega Saturn en Windows. In 1997 werd ook twee nieuwe versies uitgebracht voor de PlayStation onder de titels Resident Evil: Director's Cut en Resident Evil: Director's Cut Dual Shock Ver. Deze Dual Shock Ver. kwam jaren later ook uit voor de PlayStation 3 en PlayStation Portable via het PlayStation Network.

### GameCube Remake
In 2002 kwam een remake uit voor de Nintendo GameCube met nieuwe graphics, stemmen en veranderingen aan de gameplay. Deze nieuwe versie werd ook voor de Wii uitgebracht (in Japan in 2008 en in Europa en Noord-Amerika in 2009) onder de naam Resident Evil Archives: Resident Evil.

### Deadly Silence
Ter gelegenheid van het tienjarig jubileum van het spel kwam in 2006 een versie voor de Nintendo DS uit onder de titel Resident Evil: Deadly Silence. 

### HD Remaster
Een nieuwe versie gebaseerd op de GameCube-remake kwam uit in 2015. Resident Evil HD Remaster is opgepoetst in HD en beschikbaar voor PlayStation 3, PlayStation 4, Xbox 360, Xbox One en Windows.

## Verhaal
Het S.T.A.R.S. Alpha-team gaat op zoek naar het S.T.A.R.S. Bravo-team dat vermist is. Als de personages neerstrijken met de helikopter merken ze nog niets. Na enkele minuten worden ze aangevallen door een Cerberus MA-39, die Joseph Frost doodt. De andere leden (Jill Valentine, Chris Redfield, Barry Burton en Albert Wesker) kunnen vluchten naar een huis. In dit huis zijn er vele kamers gevuld met gevaren en vallen. Zo komen Jill of Chris heel veel zombies en gemuteerde dieren tegen. Na alles te onderzoeken vindt Jill/Chris een weg naar een verborgen laboratorium van Umbrella dat zich onder het huis bevindt. Op dat moment blijkt Wesker een dubbele rol te spelen; hij werkt namelijk ook voor Umbrella. Hij laat ook een Tyrant los; dit is een mens gemuteerd door het T-virus. Deze verwondt Wesker, Jill/Chris halen deze Tyrant neer maar Wesker heeft dan al de zelfvernietigingsfunctie geactiveerd. Ze moeten dan snel naar de helipad waar Brad Vickers hen redt met zijn helikopter. In het verhaal wordt Jill geholpen door Barry Burton en Chris door Rebecca Chambers, een overlevende van het Bravo-team.

### Bespeelbare personages
- Chris Redfield: Chris maakt deel uit van het S.T.A.R.S. Alpha-team. Hij is een ouwe rot in het vak en hij is zowel intelligent als ontzettend sterk. Hij heeft verschillende missies voltooid door gevaarlijke situaties het hoofd te bieden.
- Jill Valentine: Jill maakt deel uit van het S.T.A.R.S. Alpha-team. Ze is erg intelligent, heeft snelle reflexen en staat met beide benen op de grond. Ze is onderscheiden voor haar moed in vele gevaarlijke situaties, waar ze door haar gezond verstand haar eigen en andere levens redde.

### Overige personages
- Barry Burton: Barry maakt deel uit van het S.T.A.R.S. Alpha-team.
- Rebecca Chambers: Rebecca is het nieuwste lid van het S.T.A.R.S. Bravo-team.
- Albert Wesker: Wesker is de kapitein van het S.T.A.R.S. Alpha-team, hij is een geheimzinnige man die steeds verdwijnt en op de raarste momenten opduikt.
- Brad Vickers: Brad is de piloot van het S.T.A.R.S. Alpha-team. Als hij ziet dat zijn teamgenoot "Joseph Frost" wordt opgegeten door Cerberus MA-39 vlucht hij met de helikopter ervandoor en daardoor laat hij de rest van Alpha-team alleen achter in hun ergste nachtmerrie.
- Enrico Marini: Enrico maakt deel uit van het S.T.A.R.S. Bravo-team. Als hij achter het geheim van Umbrella komt wordt hij vermoord door een verrader.
- Richard Aiken: Richard maakt deel uit van het S.T.A.R.S. Bravo-team. Hij wordt gevonden met een slangenbeet waardoor hij vergiftigd is. Later wordt hij vermoord door Yawn (Jills verhaal) of Neptune FI-03 (Chris' verhaal) als hij het leven redt van een teamgenoot.
- Joseph Frost: Joseph maakt deel uit van het S.T.A.R.S. Alpha-team. Als de helikopter van Alpha-team is geland vindt Joseph de neergestorte helikopter van Bravo-team met het lichaam van Kevin Dooley in de cockpit. Als hij verder loopt wordt hij aangevallen door Cerberus MA-39.

### Wezens
- Zombies: De zombies zijn dode werknemers van Umbrella die rondzwerven in het Spencer Estate.
- Cerberus MA-39
- Crow
- Crimson Head: Een Crimson Head is een Zombie die al een tijdje vernietigd is. Uiteindelijk staat hij weer op om weer aan te vallen maar nu is hij sneller en sterker.
- Adder
- Wasp
- Web Spiders
- MA-121 Hunter Alpha
- Neptune FI-03: De Neptune FI-03 is ontstaan door het T-virus te testen op zeedieren, in dit geval een groep witte haaien.
- Plant 42: Plant 42 was een plant die geïnjecteerd werd met het T-virus. Zijn naam is Plant 42 omdat hij groeide op Plek 42.
- Yawn: De Yawn is ontstaan door het T-virus te testen op slangen. Na het ongeluk in het Arklay-huis heeft de Yawn er zijn huis van gemaakt.
- Black Tiger: De Black Spider was een Web Spider die meer is gemuteerd. Door die mutatie is hij groter en sterker geworden.
- Lisa Trevor: Lisa is jaren geleden ontvoerd en vastgehouden in de kerkers van het Spencer Estate. Er zijn vele verschillende testen op haar gedaan en ze was het eerste mens waar het T-virus succesvol op werd getest.
- Chimera MA-00: De Chimera MA-00 is ontstaan door DNA van vliegen en het T-virus te injecteren in een mens. Ze zijn heel snel en erg gevaarlijk.
- Tyrant T-002: De Tyrant T-002 is de eerste succesvolle Tyrant. Het is ontstaan door mensen te injecteren met het T-Virus. Het moesten eigenlijk supersoldaten zijn onder controle van de mens, maar dat mislukte bij de Tyrant T-002.

## Ontvangst
| Spel                          | GameRankings                          | Metacritic               |
| ----------------------------- | ------------------------------------- | ------------------------ |
| Resident Evil                 | (PS1) 87,23% (Sat) 76,50% (pc) 80,00% | (PS1) 91                 |
| Resident Evil                 | (GC) 89,75% (Wii) 73,43%              | (GC) 91 (Wii) 76         |
| Resident Evil: Deadly Silence | (NDS) 71,26%                          | (NDS) 71                 |
| Resident Evil HD Remaster     | (PS4) 83,19% (X1) 86,86% (pc) 82,67%  | (PS4) 83 (X1) 82 (pc) 82 |

## Trivia
- Het spel is opgenomen in het boek 1001 Video Games You Must Play Before You Die van Tony Mott.